# Hospital de Jove
La Fundación Hospital de Jove, más conocido como Hospital de Jove, antiguamente Hospital de la Caridad, es un centro sanitario perteneciente a una fundación benéfico-privada ubicado en Gijón, Asturias (España). 
Está situado en Jove, al lado del Puerto del Musel y a unos 3 km del centro de la ciudad. El hospital está integrado en el Servicio de Salud del Principado de Asturias (SESPA) a través de un concierto que se revisa periódicamente. Ofrece servicios médicos con asistencia especializada a una población cercana a los 60 000 habitantes pertenecientes al distrito 1 del área sanitaria V del SESPA, procedentes de los Centros de Salud de Candás y El Empalme en el concejo de Carreño, y La Calzada, Natahoyo y Tremañes en Gijón. El hospital no sólo atiende a pacientes del sistema público, también a pacientes de mutuas, aseguradoras y privados.
Fue fundado en 1804, y ocupa su ubicación actual desde 1947. Es el hospital en activo más antiguo de Asturias y uno de los más antiguos de España. Pese a tratarse de una institución antigua, el hospital se ha modernizado a lo largo de las últimas décadas, realizando varias obras de ampliación y creando servicios médicos especializados. La Fundación Hospital de Jove celebró sus primeros 200 años de vida en el año 2004.